# スティーブンズ郡 (ミネソタ州)
スティーブンズ郡（英: Stevens County）は、アメリカ合衆国ミネソタ州の西部に位置する郡である。2010年国勢調査での人口は9,726人であり、2000年の10,053人から3.3％減少した。郡庁所在地はモリス市（人口5,286人）であり、同郡で人口最大の都市でもある。郡名は、南北戦争の北軍将軍アイザック・インガルズ・スティーブンスに因んで名付けられた。スティーブンズ郡が創設される7年前の1855年、東にあるスターンズ郡が本来スティーブンズ郡と名付けられるはずだったが、議会の事務的ミスでスターンズ郡と名付けられてしまっており、このスティーブンズ郡はこれを償う意味合いの命名だった。

## 地理
アメリカ合衆国国勢調査局に拠れば、郡域全面積は575.24平方マイル (1,489.9 km2)であり、このうち陸地562.06平方マイル (1,455.7 km2)、水域は13.17平方マイル (34.1 km2)で水域率は2.29％である。
1975年、中規模の地震が郡内でおきた。

### 主要高規格道路
- アメリカ国道59号線
- ミネソタ州道9号線
- ミネソタ州道28号線
- ミネソタ州道329号線

### 隣接する郡
- グラント郡 - 北
- ダグラス郡 - 北東
- ポープ郡 - 東
- スウィフト郡 - 南
- ビッグストーン郡 - 南西
- トラバース郡 - 北西

## 人口動態

人口ピラミッド

以下は2000年の国勢調査による人口統計データである。
| 基礎データ - 人口: 10,053人 - 世帯数: 3,751 世帯 - 家族数: 2,366 家族 - 人口密度: 7人/km2（18人/mi2） - 住居数: 4,074軒 - 住居密度: 3軒/km2（7軒/mi2） 人種別人口構成 - 白人: 96.13% - アフリカン・アメリカン: 0.92% - ネイティブ・アメリカン: 0.70% - アジア人: 0.86% - 太平洋諸島系: 0.02% - その他の人種: 0.38% - 混血: 1.00% - ヒスパニック・ラテン系: 0.90% 先祖による構成 - ドイツ系：44.8％ - ノルウェー系：20.8％ - アイルランド系：5.4％ 年齢別人口構成 - 18歳未満: 21.6% - 18-24歳: 20.8% - 25-44歳: 21.6% - 45-64歳: 19.0% - 65歳以上: 17.0% - 年齢の中央値: 34歳 - 性比（女性100人あたり男性の人口） - 総人口: 93.9 - 18歳以上: 91.0 | 世帯と家族（対世帯数） - 18歳未満の子供がいる: 28.6% - 結婚・同居している夫婦: 55.4% - 未婚・離婚・死別女性が世帯主:5.1% - 非家族世帯: 36.9% - 単身世帯: 29.1% - 65歳以上の老人1人暮らし: 14.2% - 平均構成人数 - 世帯: 2.43人 - 家族: 2.99人 収入と家計 - 収入の中央値 - 世帯: 37,267米ドル - 家族: 47,518米ドル - 性別 - 男性: 32,045米ドル - 女性: 21,681米ドル - 人口1人あたり収入: 17,569米ドル - 貧困線以下 - 対人口: 13.6% - 対家族数: 5.7% - 18歳未満: 6.5% - 65歳以上: 11.3% |

## 都市と郡区
| 都市                                                                  | 郡区                                                                                                | 郡区                                                                                              |
| --------------------------------------------------------------------- | --------------------------------------------------------------------------------------------------- | ------------------------------------------------------------------------------------------------- |
| - アルバータ - チョキオ - ドンリー - ハンコック - モリス - 郡庁所在地 | - ベイカー - ダーネン - ドンリー - エルドラード - エバーグレイド - フラムナス - ホッジス - ホートン | - ムーア - モリス - ペパートン - レンズビル - スコット - スティーブンズ - スワンレイク - サイネス |